# Sainte-Florence, Vendée
Sainte-Florence-de-l'Oie là một xã ở tỉnh Vendée trong vùng Pays de la Loire, Pháp. Xã này có diện tích 17,09 kilômét vuông, dân số năm 2006 là 975 người. Xã này nằm ở khu vực có độ cao trung bình 105 mét trên mực nước biển. 

## Biến động dân số
| Năm | 1962 | 1968 | 1975 | 1982 | 1990 | 1999 | 2006 |
| --- | ---- | ---- | ---- | ---- | ---- | ---- | ---- |
| Dân số | 660  | 685  | 647  | 724  | 730  | 857  | 975  |
| From the year 1962 on: No double counting—residents of multiple communes (e.g. students and military personnel) are counted only once. |      |      |      |      |      |      |      |